# Jubiläumswarte (Bad Vöslau)

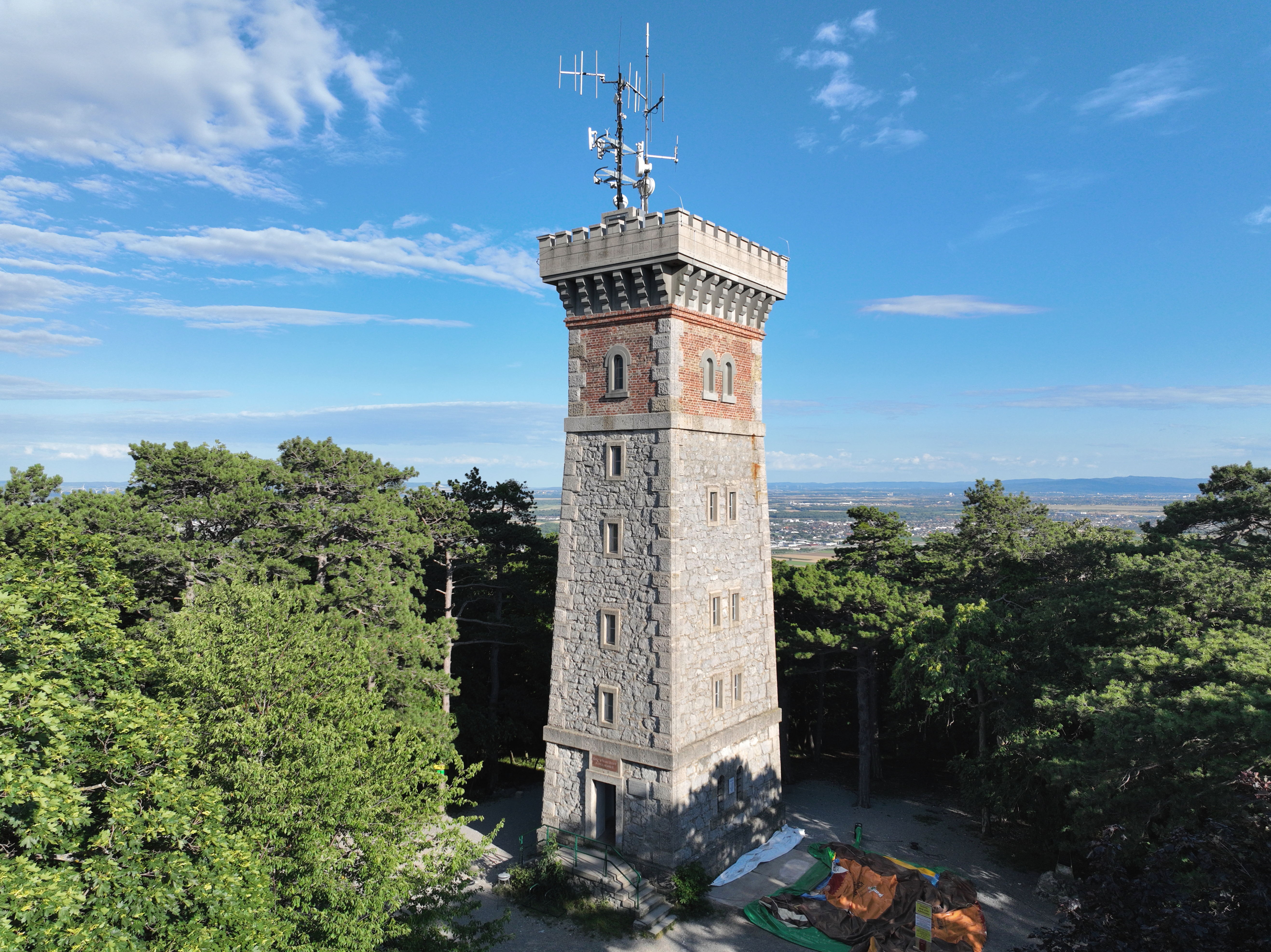
Jubiläumswarte auf dem Harzberg

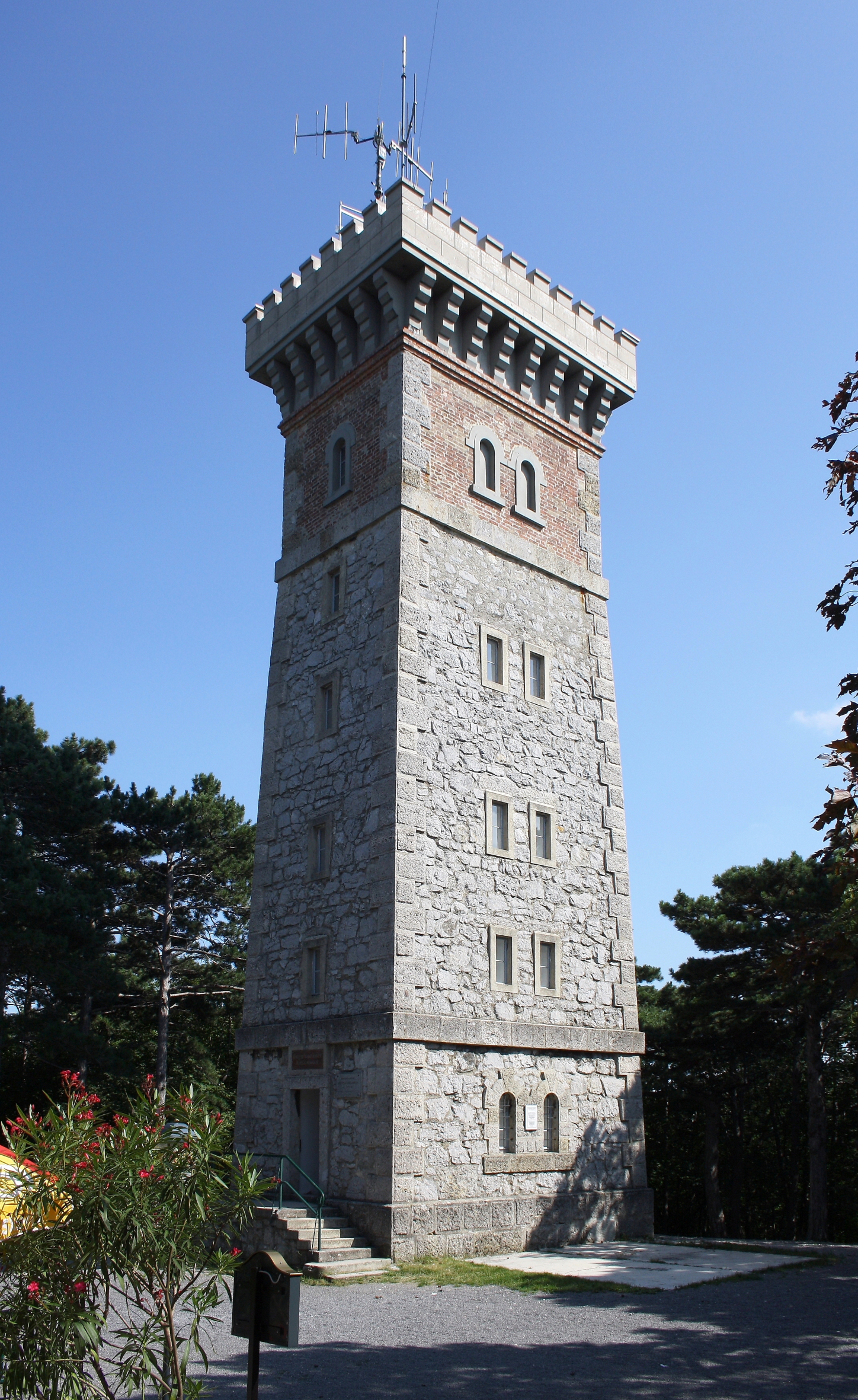
Nordwestansicht der Jubiläumswarte

Die Jubiläumswarte, auch Harzbergturm bezeichnet, in Bad Vöslau in Niederösterreich ist eine Aussichtswarte auf der Rudolfshöhe, dem Gipfel des 466 m hohen Harzbergs. Vom Turm hat man Aussicht auf das Wiener Becken, das Leithagebirge und den Schneeberg.
Der Turm wurde im Jahr 1898 aus Anlass des 50-jährigen Regierungsjubiläums von Kaiser Franz Josef I errichtet. Er wird daher auch als „Kaiser-Franz-Joseph-Jubiläumswarte“ (bei Erbauung: Kaiser-Jubiläumswarte) bezeichnet.
Errichtet wurde er von Stadtbaumeister Anton Kainrath im Sinn der spätgründerzeitlichen Burgenromantik als zinnenbekrönter, 21 m hoher Aussichtsturm. Die Kosten für den Neubau betrugen 12.000 Gulden, größtenteils aufgebracht durch Spenden.
Die feierliche Eröffnung des Bauwerks fand am 10. Juli 1898, im Beisein von gegen 2000 Menschen, statt.
Für die unmittelbare Nähe der Warte wurde ursprünglich der Bau einer Restauration in Aussicht genommen.
Errichtet wurde das „Schutzhaus am Harzberg“, das heute als Gasthaus von den Harzberg Buam betrieben wird. Über die Forststraße kann von Bad Vöslau bis zu einem Parkplatz bis ca. 100 m vor dem Schutzhaus zugefahren werden, alternativ führen mehrere Wanderwege und eine Mountainbike-Strecke auf den Harzberg.
Vom Harzbergturm führt ein Wanderweg zur Vöslauer Hütte oder nach Bad Vöslau.

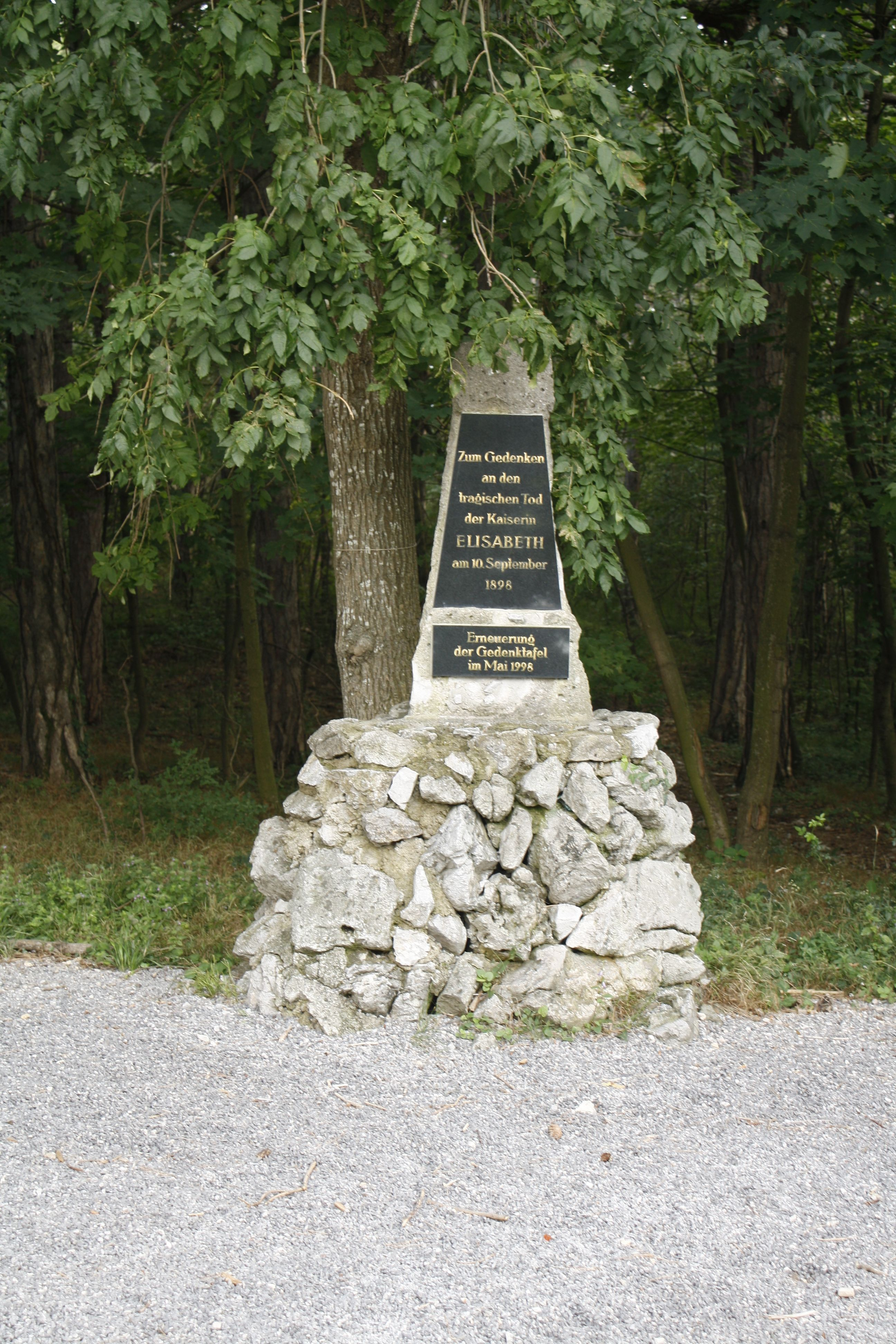
Sissidenkmal unmittelbar westseitig neben der Warte
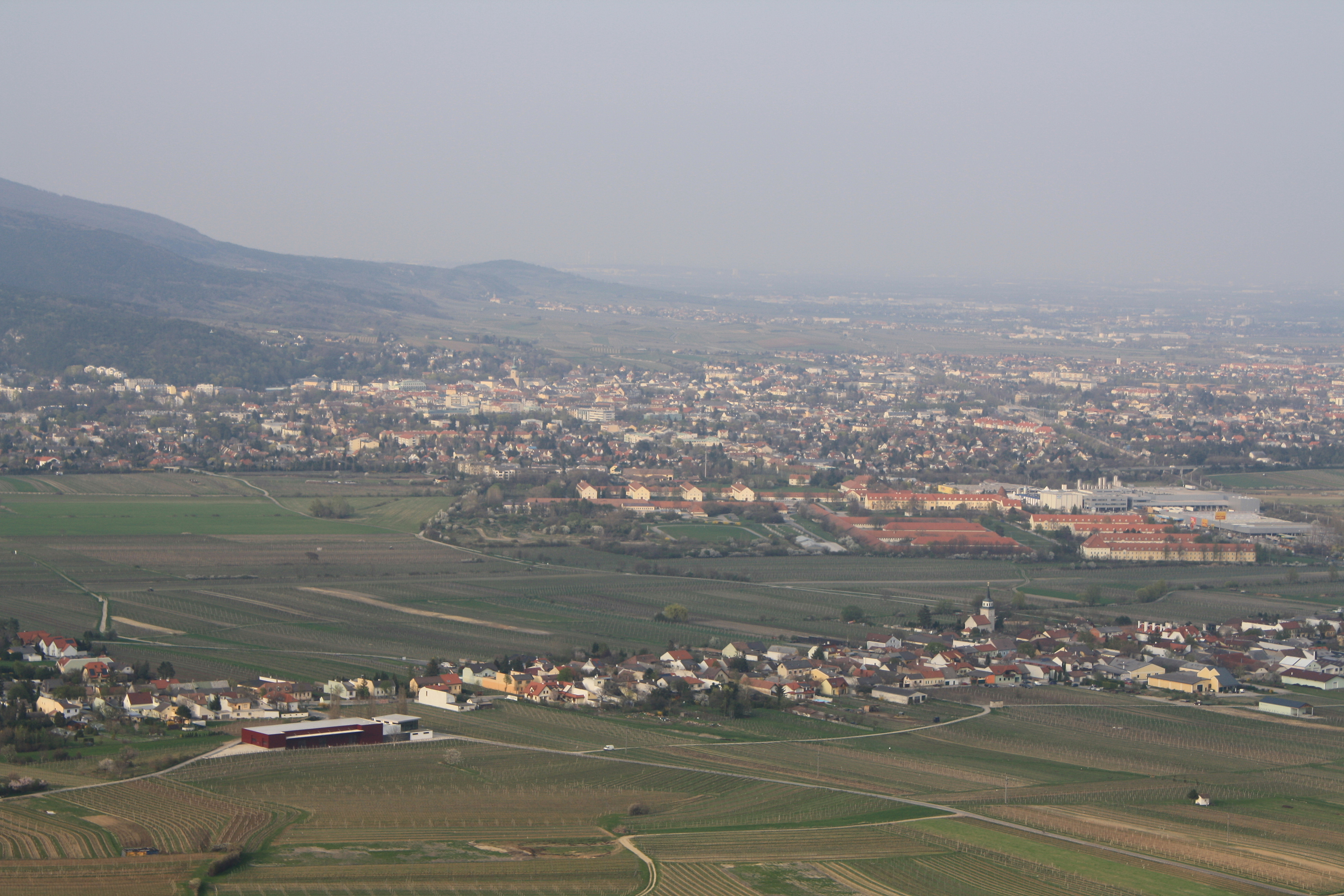
Blick nach Norden: Baden, im Vordergrund Sooß und die Martinek-Kaserne
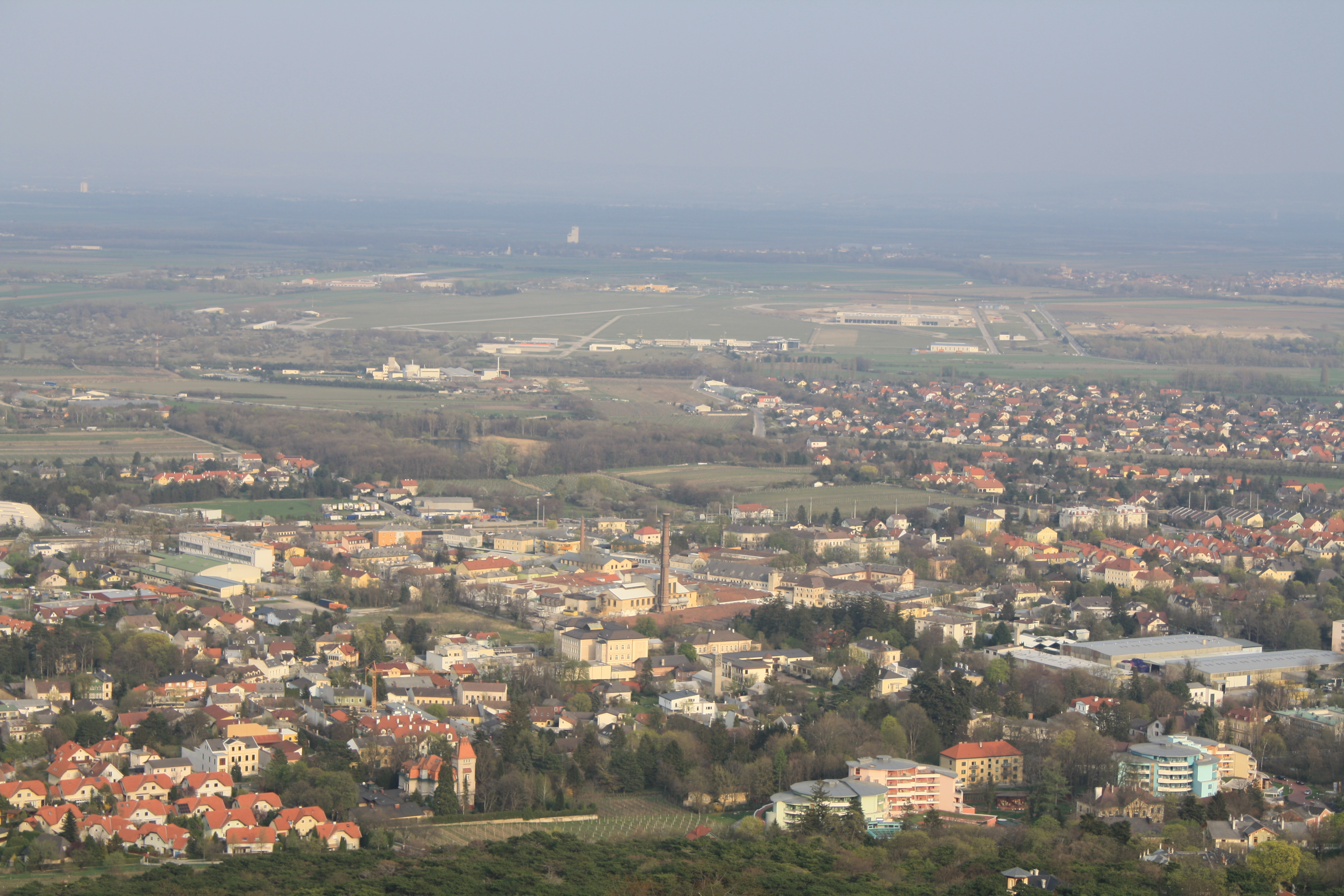
Blick nach Osten: im Vordergrund Bad Vöslau, dahinter der Flugplatz